# Uppämten
Uppämten är en sjö i Hagfors kommun i Värmland och ingår i Göta älvs huvudavrinningsområde. Sjön är 7 meter djup, har en yta på 0,661 kvadratkilometer och befinner sig 182,1 meter över havet. Sjön avvattnas av vattendraget Årosälven (Uvan). Vid provfiske har bland annat abborre, gers, gädda och löja fångats i sjön.

## Delavrinningsområde
Uppämten ingår i det delavrinningsområde (667139-138880) som SMHI kallar för Utloppet av Uppämten. Medelhöjden är 215 meter över havet och ytan är 5,01 kvadratkilometer. Räknas de 72 avrinningsområdena uppströms in blir den ackumulerade arean 959,24 kvadratkilometer. Årosälven (Uvan) som avvattnar avrinningsområdet har biflödesordning 2, vilket innebär att vattnet flödar genom totalt 2 vattendrag innan det når havet efter 368 kilometer. Avrinningsområdet består mestadels av skog (58 procent) och sankmarker (16 procent). Avrinningsområdet har 0,65 kvadratkilometer vattenytor vilket ger det en sjöprocent på 13 procent.

## Fisk
Vid provfiske har följande fisk fångats i sjön:
- Abborre
- Gärs
- Gädda
- Löja
- Mört